# Centrolene muelleri
Centrolene muelleri es una especie  de anfibios de la familia Centrolenidae.

## Distribución geográfica
Se encuentra en Perú. 

## Estado de conservación
Se encuentra amenazada de extinción por la pérdida de su hábitat natural.